# 谢尔盖·波特凯维茨
谢尔盖·爱德华多维奇·波特凯维茨（烏克蘭語：Сергій Едуардович Борткевич，1877年2月28日—1952年10月25日），乌克兰作曲家，钢琴家。

## 生平
早年在圣彼得堡音乐学院学习，1900年到莱比锡音乐学院求学，之后长期在西欧生活。1914年一战爆发，被遣送回俄国，十月革命后又流亡欧洲，先后定居于柏林和维也纳。晚年曾任维也纳音乐学院教授。
波特凯维茨被称为“乌克兰的拉赫玛尼诺夫”。其钢琴作品旋律优美，演奏技巧高超，富于描绘性。他的音乐在20世纪长期被埋没，到本世纪才得以复兴。